# Tadeusz Kazimierz Sowicki

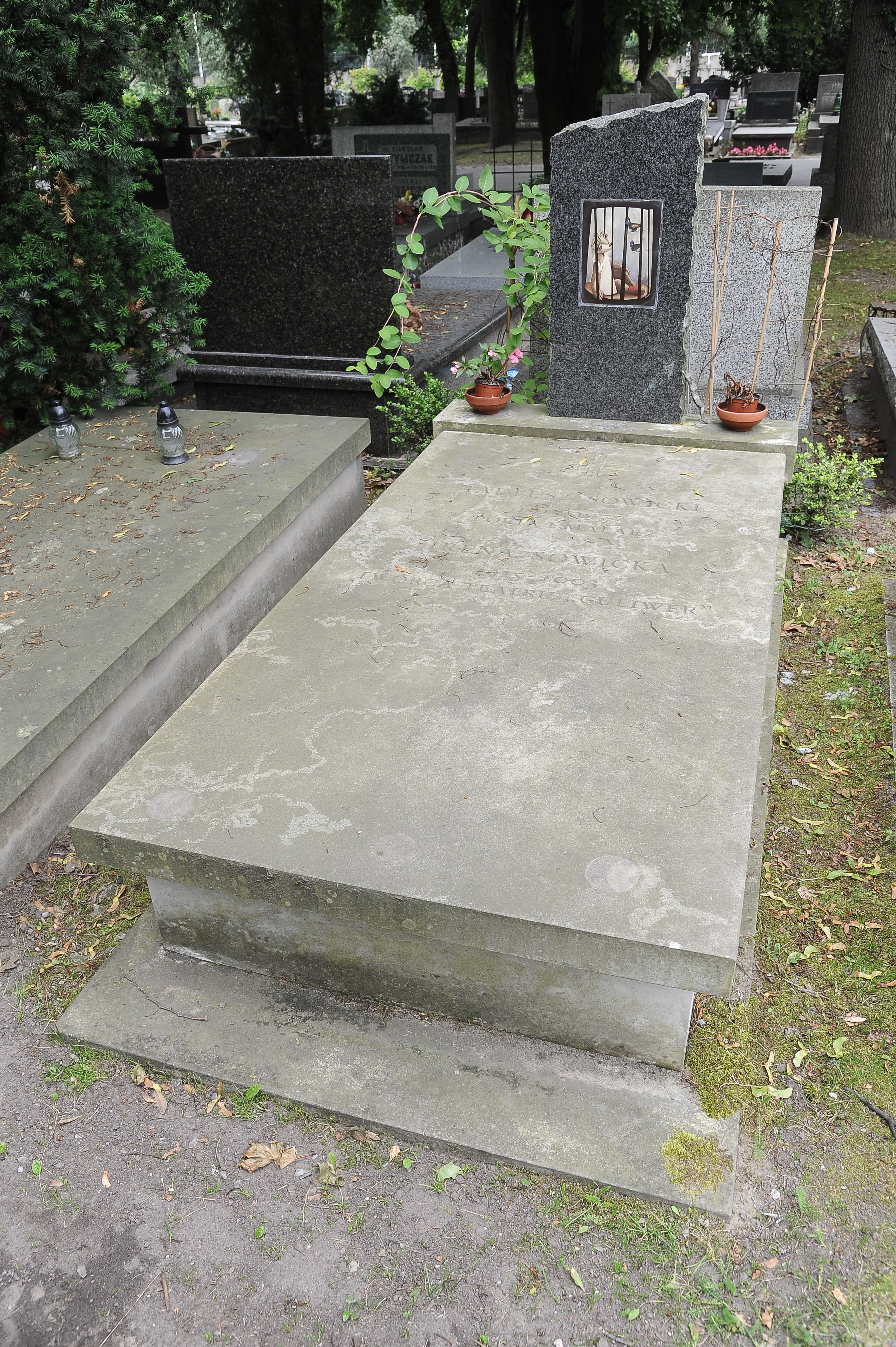
Grób Tadeusza Sowickiego i Ireny Sowickiej na warszawskim Cmentarzu Wojskowym na Powązkach

Tadeusz Kazimierz Sowicki (ur. 20 lipca 1915 w Krakowie, zm. 24 maja 1977 w Warszawie) – poeta, scenograf i malarz.

## Życiorys
W 1935 ukończył gimnazjum matematyczno-przyrodnicze im. Augusta Witkowskiego w Krakowie. Zamieszkał w Warszawie, gdzie przez rok studiował w Wyższej Szkole Dziennikarskiej. Po odbyciu służby wojskowej w Wołyńskiej Szkole Podchorążych Rezerwy Artylerii, w 1937 r. rozpoczął studia na wydziale malarstwa i scenografii Akademii Sztuk Pięknych w Warszawie, równocześnie studiował na wydziale reżyserskimi w Państwowym Instytucie Sztuki Teatralnej.

### II wojna światowa
Studia przerwała wojna. Zmobilizowany, uczestniczył w wojnie obronnej 1939 r. Internowany na Węgrzech, trafił do obozu w Bregenc-Mayor, gdzie redagował pisemko satyryczne o życiu w obozie „Świecznik”. W 1940, po ucieczce z obozu, dołączył do utworzonej właśnie w Syrii Samodzielnej Brygady Strzelców Karpackich. W stopniu podporucznika artylerii brał m.in. udział w obronie Tobruku oraz w bitwie pod Gazalą. Po przekształceniu SBSK w 3 Dywizję Strzelców Karpackich, która weszła w skład 2 Korpusu Polskiego, jako zwiadowca pułku rozpoznawczego walczył we Włoszech o przełamanie Linii Gustawa i brał udział w zdobyciu Monte Cassino. Ranny w czerwcu 1944 r. w starciach nad rzeką Chienti, znalazł się z czasem w szpitalu w Szkocji i na front już nie wrócił. W listopadzie 1946 opuścił szeregi wojska. Odznaczony Krzyżem Walecznych (dwukrotnie) oraz Srebrnym Krzyżem Zasługi.

## Twórczość
Był jednym z licznej grupy żołnierzy-poetów Karpatczyków, w 1944 r. opublikował w Jerozolimie w wydawnictwie „W Drodze” tom wierszy Zwrotnik Wilkołaka. Jego wiersze znalazły się również w zbiorze Poezja Karpacka, pod redakcją Jana Bielatowicza (1943 r.) oraz w antologii Poezja Polska 1939-45 wydanej w 1946 r. w Paryżu. Tworzył również scenografię do przedstawień teatralnych, wystawianych przez żołnierzy „Karpackiej” w Palestynie i Egipcie. W 1944 r. wydał drukiem nakładem również wydawnictwa „W Drodze” wespół ze Stanisławem Pleszczyńskim (pseudonim aktora Aleksandra Żabczyńskiego) sztukę Garden party, której akcja rozgrywa się w Iraku w 1943 r.
W latach 1945–1946 kontynuował studia plastyczne w Slade School of Fine Art w Londynie. W grudniu 1946 roku wrócił do Polski, gdzie poślubił Marię Irenę Krężlewicz i przyłączył się do współtworzenia założonego przez nią Teatru Lalki i Aktora „Guliwer” w Warszawie. Był kierownikiem literackim i plastycznym tego teatru w latach 1947–1952. Sowiccy zostali zmuszeni do odejścia z teatru w 1952 r., gdy do niego na krótko powrócili w roku 1956, był w nim scenografem. W 1957 r. Sowiccy definitywnie opuścili „Guliwera”.
Tadeusz Sowicki był ponadto autorem scenografii do sztuk w m.in. teatrach lalek Baj oraz Arlekin, w Teatrze Małym i Syrena, pracował również przy scenografii do filmu Kopernik w 1972 r. Ponadto ilustrował książki dla dzieci oraz bajki na przezroczach. W latach 60. był również przewodniczącym sekcji scenografii Zarządu Głównego Związku Polskich Artystów Plastyków. Zachowało się kilka obrazów olejnych artysty, m.in. Dzieci Słońca ( Solaris 69 / Children of the Sun).
Z opowiadań wojennych oraz wierszy, szczególnie tych późniejszych, w PRL jedynie nieliczne ukazały się drukiem, a swoje obrazy pokazał dopiero na wystawie w Londynie na krótko przed śmiercią. W 2014 nakładem wydawnictwa Dom na Wsi ukazał się poemat Polonez realistyczny - swoista, gorzka rozmowa poety z rzeczywistością II RP, czasu wojny i PRL-u.
Pochowany na cmentarzu Powązki Wojskowe w Warszawie (kwatera B35-3-11).